# Aleurodicus
Aleurodicus is een geslacht van halfvleugeligen (Hemiptera) uit de familie witte vliegen (Aleyrodidae), onderfamilie Aleurodicinae.
De wetenschappelijke naam van dit geslacht is voor het eerst geldig gepubliceerd door Douglas in Morgan in 1892. De typesoort is Aleurodicus anonae.

## Soorten
Aleurodicus omvat de volgende soorten:
- Aleurodicus antidesmae Corbett, 1926
- Aleurodicus antillensis Dozier, 1936
- Aleurodicus araujoi Sampson & Drews, 1941
- Aleurodicus capiangae Bondar, 1923
- Aleurodicus cinnamomi Takahashi, 1951
- Aleurodicus coccolobae Quaintance & Baker, 1913
- Aleurodicus cocois (Curtis, 1846)
- Aleurodicus destructor (Mackie, 1912)
- Aleurodicus dispersus Russell, 1965
- Aleurodicus dugesii Cockerell, 1896
- Aleurodicus essigi Sampson & Drews, 1941
- Aleurodicus flavus Hempel, 1922
- Aleurodicus fucatus Bondar, 1923
- Aleurodicus guppyi Quaintance & Baker, 1913
- Aleurodicus holmesii (Maskell, 1896)
- Aleurodicus indicus Regu & David, 1992
- Aleurodicus inversus Martin, 2004
- Aleurodicus jamaicensis Cockerell, 1902
- Aleurodicus juleikae Bondar, 1923
- Aleurodicus machili Takahashi, 1931
- Aleurodicus magnificus Costa Lima, 1928
- Aleurodicus maritimus Hempel, 1922
- Aleurodicus marmoratus Hempel, 1922
- Aleurodicus neglectus Quaintance & Baker, 1913
- Aleurodicus niveus Martin, 2004
- Aleurodicus ornatus Cockerell, 1893
- Aleurodicus pauciporus Martin, 2004
- Aleurodicus pulvinatus (Maskell, 1896)
- Aleurodicus rugioperculatus Martin, 2004
- Aleurodicus talamancensis Martin, 2005
- Aleurodicus trinidadensis Quaintance & Baker, 1913
- Aleurodicus vinculus Martin, 2004
- Aleurodicus wallaceus Martin, 1988